# Wiz 'n' Liz: The Frantic Wabbit Wescue
Wiz 'n' Liz and the Frantic Wabbit Wescue is een computerspel voor de platforms Commodore Amiga. Het spel werd uitgebracht in 1993. 